# Gewone pissebedvlieg
De gewone pissebedvlieg (Rhinophora lepida) is een vliegensoort uit de familie van de pissebedvliegen (Rhinophoridae). De wetenschappelijke naam van de soort werd in 1824 als Tachina lepida gepubliceerd door Johann Wilhelm Meigen.